# Michael Woodruff
Michael Francis Addison Woodruff (Londres, Inglaterra, 3 de abril de 1911 – Edimburgo, Escocia, 10 de marzo de 2001) fue un cirujano y científico inglés recordado por su investigación en el campo del trasplante de órganos. Aunque nació en Londres, pasó su juventud en Australia, donde obtuvo títulos en ingeniería eléctrica y medicina. Poco después del inicio de la Segunda Guerra Mundial, Woodruff se unió al Royal Australian Army Medical Corps, pero fue capturado por las fuerzas japonesas y llevado al campo de prisioneros de Changi. Mientras se encontraba allí, desarrolló un ingenioso método para extraer nutrientes de los desechos agrícolas para prevenir la desnutrición de otros prisioneros de guerra.
Al final de la guerra, regresó a Inglaterra y empezó una larga carrera como un cirujano académico, mezclando trabajo clínico e investigación. Woodruff principalmente estudió rechazos de trasplantes e inmunosupresión. Su trabajo en esas áreas lo llevó a realizar el primer trasplante de riñón en el Reino Unido, el 30 de octubre de 1960. Por esta y otras contribuciones científicas, fue elegido miembro de la Royal Society en 1968 y nombrado caballero en 1969. Aunque se retiró de su trabajo como cirujano en 1976, continuó siendo una figura activa en la comunidad científica, realizando investigaciones sobre el cáncer y sirviendo en la junta directiva de varias organizaciones científicas y médicas. Murió el 10 de marzo de 2001, a los 89 años.

## Primeros años
Michael Woodruff nació el 3 de abril de 1911 en Mill Hill (Londres). En 1913, su padre, Harold Woodruff, un veterinario, mudó la familia a Melbourne. La familia regresó a Londres durante la Primera Guerra Mundial, pero Michael y su hermano regresaron a Australia en 1917 después de la muerte de su madre, Margaret. Ambos pasaron durante poco tiempo bajo el cuidado de una tía, antes de que su padre se les uniera.
Woodruff pasó toda su juventud en Australia, excepto por el tiempo que pasó en Londres y un año que estuvo en París. Realizó sus estudios primarios y secundarios en Melbourne y asistió a la Universidad de Melbourne donde estudió ingeniería eléctrica y matemática y fue alumno del físico Harrie Massey.
A pesar de su éxito en el área de ingeniería, Woodruff decidió que no tendría muchas oportunidades como ingeniero en Australia. Luego de graduarse en 1933, entró al programa de medicina de la Universidad de Melbourne. Mientras estaba en la universidad, pasó el examen primario para el Royal College of Surgeons of England en 1934. Woodruff finalizó sus estudios en 1937 y recibió un Bachillerato de Medicina con honores así como dos premios en cirugía. Posteriormente estudió medicina interna un año más y trabajó como cirujano residente en el Royal Melbourne Hospital.

## Segunda Guerra Mundial
Al inicio de la Segunda Guerra Mundial, Woodruff se unió al Royal Australian Army Medical Corps. Permaneció en Melbourne hasta que completó su Maestría en Cirugía en 1941. Entonces fue asignado al Tenth Australian Army General Hospital (Décimo Hospital General del Ejército Australiano) en Malasia como capitán. Sin embargo, tras el ataque a Pearl Harbor, fue capturado durante una ofensiva japonesa.

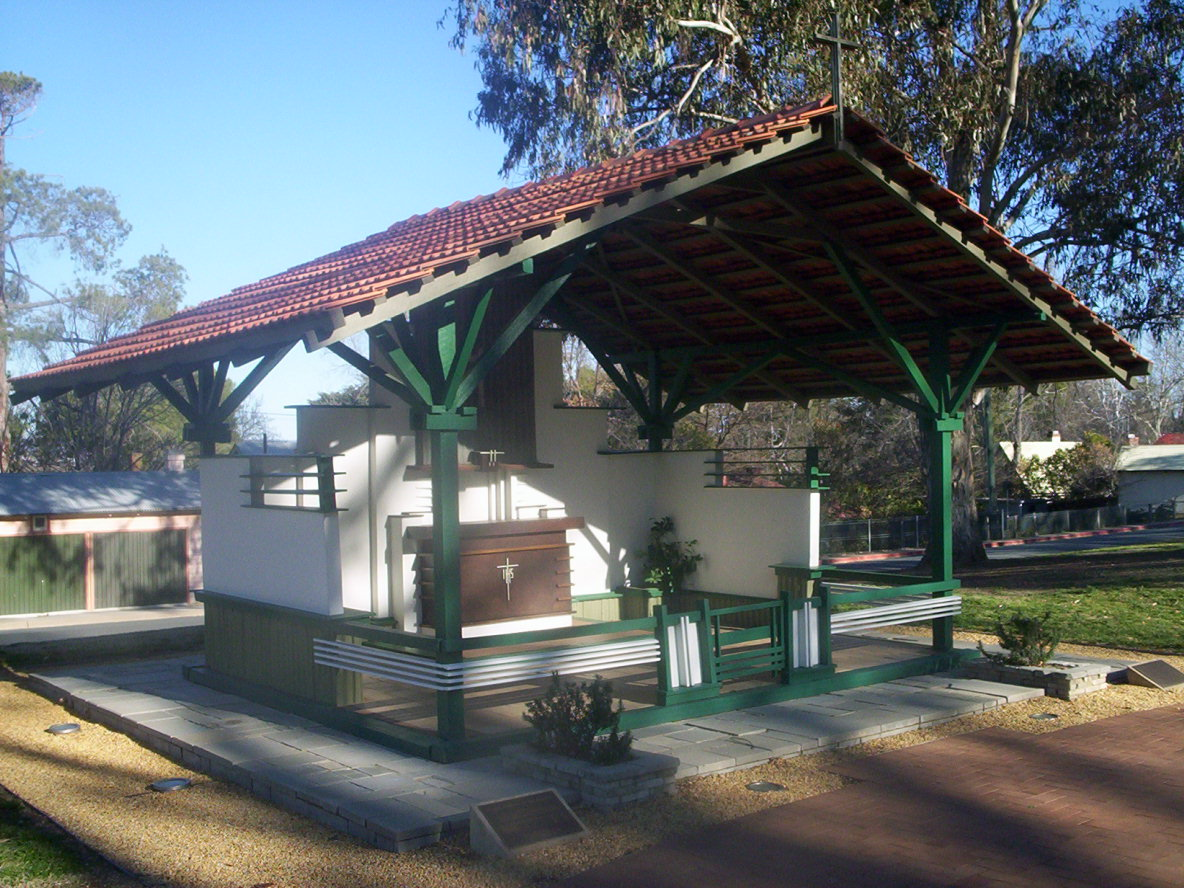
Capilla construida por prisioneros de guerra australianos en el campo de prisioneros de Changi, donde Woodruff estuvo cautivo durante la Segunda Guerra Mundial.

Luego de ser capturado, fue encarcelado en el campo de prisioneros de Changi. En el campo, descubrió que los prisioneros tenían altas probabilidades de padecer deficiencia de vitaminas debido a la baja calidad de las raciones que los japoneses proporcionaban. Para evitar este problema, Woodruff diseñó un sistema para extraer nutrientes del césped, semillas de soya, salvado de arroz y desechos agrícolas usando una antigua maquinaria que encontró en el campo. Más tarde, publicaría una descripción de sus métodos, titulada "Deficiency Diseases in Japanese Prison Camps," a través del Medical Research Council.
Al final de la guerra, Woodruff regresó a Melbourne para continuar con su entrenamiento en cirugía. Durante sus estudios, fue cirujano asociado de Albert Coates y conoció a Hazel Ashby. Ashby, una estudiante de ciencias, impresionó profundamente a Woodruff. La pareja se casó en 1946.

## Carrera
Poco después de su matrimonio, Woodruff decidió viajar a Inglaterra para tomar la segunda parte del examen del Royal College of Surgeons of England. Antes de viajar, aplicó para la posición de Tutor de Cirugía en la Universidad de Sheffield y durante el viaje descubrió que su aplicación había sido aceptada. Woodruff tomó la segunda parte del examen en 1947, el cual aprobó, quizás ayudado por el hecho de que uno de sus examinadores, Julian Taylor, había estado con él en Changi.

### Sheffield
Después de pasar su examen, Woodruff empezó a trabajar en Sheffield. Originalmente, había planeado hacer investigación quirúrgica, pero la universidad no tenía espacio en el laboratorio de cirugía, por lo que fue asignado al laboratorio de patología, donde estudió el rechazo de trasplantes, un proceso en el cual sistema inmunitario del receptor de un trasplante ataca el tejido trasplantado. Woodruff estaba particularmente interesado en aloinjertos de tiroides en la cámara anterior del ojo, ya que este tipo de proceso rara vez era rechazado por el paciente.
Su trabajo con aloinjertos le permitió crear una base sólida para trabajar en el desarrollo del campo de trasplantes y rechazos. Para adentrarse en esas áreas, Woodruff arregló una reunión con Peter Brian Medawar, un eminente zoólogo y pionero en el estudio del rechazo de trasplantes. Ambos discutieron el tema, iniciando una larga relación profesional. A pesar de sus logros en Sheffield, Woodruff fue rechazado cuando solicitó un puesto en el Royal Melbourne Hospital.

### Aberdeen
En 1948, poco después de haber solicitado trabajo en Melbourne, Woodruff empezó a trabajar en la Universidad de Aberdeen, donde obtuvo un puesto como profesor. En Aberdeen, obtuvo mejor acceso a los laboratorios que en Sheffield, lo que aprovechó junto con las habilidades de su esposa como asistente de laboratorio para investigar injertos in utero (injertos de tejido realizados cuando el receptor todavía está en el útero). En ese entonces, la comunidad científica creía que si un receptor recibía injertos in utero, podría recibir tejidos del mismo donador durante su vida sin riesgo de rechazo. Sin embargo, sus experimentos con ratas produjeron resultados negativos.
Mientras trabajaba en Aberdeen, Woodruff visitó los Estados Unidos en un viaje de la Organización Mundial de la Salud. Durante su visita, conoció varios cirujanos estadounidenses, una experiencia que incrementó su deseo de continuar con su trabajo e investigación. Posteriormente, al regresar de los Estados Unidos, experimentó con los efectos de la cortisona e impacto de los antígenos de la sangre en el rechazo de órganos o tejidos. Como parte de la investigación, Woodruff encontró dos voluntarios con los mismos antígenos sanguíneos y realizó un intercambio de injertos de piel. Cuando los injertos fueron rechazados, determinó que el rechazo debería estar controlado por otros factores.

### Dunedin

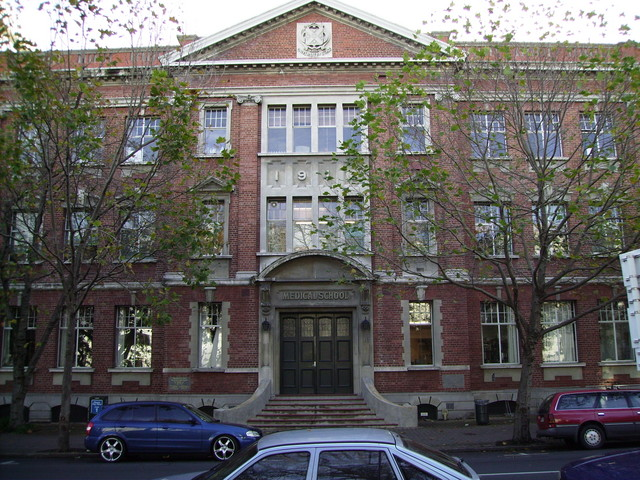
La Dunedin School of Medicine (Escuela de Medicina de Dunedin) de la Universidad de Otago, en donde Woodruff trabajó entre 1953 y 1957.

En 1953, Woodruff se mudó a Dunedin para ocupar el puesto de Jefe de Cirugía en la Dunedin School of Medicine (Escuela de Medicina de Dunedin) de la Universidad de Otago, la única escuela de medicina de Nueva Zelanda en ese entonces. En Dunedin, investigó el uso de leucocitos para incrementar la tolerancia a aloinjertos en ratas. Esta línea de investigación resultó poco exitosa, pero sus otros proyectos tuvieron resultados positivos. Entre sus logros más importantes están el establecimiento de un banco de piel congelada para el tratamiento de quemaduras y el estudio de un fenómeno conocido como enfermedad homóloga (enfermedad de injerto contra huésped).

### Edimburgo
En 1957, Woodruff fue designado Jefe de Ciencias Quirúrgicas en la Universidad de Edimburgo. Allí, dividió su tiempo equitativamente entre sus responsabilidades como profesor y sus investigaciones. Una parte importante de su trabajo como investigador fue ocupar el puesto de director honorario del Research Group on Transplantation (Grupo de Investigación de Trasplantes) establecido por el Medical Research Council. Las principales investigaciones del grupo fueron sobre la tolerancia inmunológica, anemia inmunohemolítica (especialmente en ratones) y respuestas inmunes al cáncer en varios animales.
También realizó un experimento que comprobó la teoría de que se podía producir tolerancia inmunológica al inyectar células del donador al receptor de un aloinjerto antes de su nacimiento. Para esto, Woodruff experimentó una pareja de gemelos, un hombre y una mujer, los cuales tenían quimerismo sanguíneo. Luego de comprobar que ambos compartieron la circulación placentaria en el vientre, realizó injertos de piel sin que estos fueran rechazados.
Como parte de su trabajo clínico, inició un programa de cirugía vascular y trabajó con el uso de inmunoterapia como un tratamiento para el cáncer. Sin embargo, sus logros más importantes fueron en el campo del trasplante de riñón. Woodruff realizó el primer trasplante de riñón en el Reino Unido en The Royal Infirmary of Edinburgh. Woodruff había aguardado por un tiempo, esperando encontrar alguien con un gemelo idéntico para que este actuara como donador, ya que esto disminuiría el riesgo de rechazo significativamente. El paciente fue un hombre de 49 años de edad que sufría de insuficiencia renal, quien recibió uno de los riñones de su hermano gemelo el 30 de octubre de 1960. En ese mismo año, Woodruff publicó The Transplantation of Tissues and Organs (El trasplante de tejidos y órganos), una descripción de la biología de trasplantes y uno de los siete libros que escribió.
Woodruff se retiró de la Universidad de Edimburgo en 1976 y se unió a la Clinical and Population Cytogenetics Unit (Unidad de Citogenética Clínica y de Población) del Medical Research Council. Allí pasó los próximos diez años, realizando investigaciones sobre el cáncer con énfasis en la inmunología del cáncer. Durante ese periodo, también publicó 25 trabajos académicos y dos libros. Tras retirarse de la investigación oncológica, vivió en Edimburgo junto con su esposa, viajando ocasionalmente, hasta su muerte el 10 de marzo de 2001 a los 89 años de edad.

## Legado
Las contribuciones de Woodruff a la cirugía fueron importantes y duraderas. Además de realizar el primer trasplante de riñón en el Reino Unido, diseñó un método para implantar un uréter trasplantado en la vejiga que aún es usado en la actualidad. Además, estableció una unidad de trasplantes en Edimburgo, la cual continúa siendo una de las mejores a nivel mundial. Aunque es conocido por sus logros clínicos, sus contribuciones en el campo del rechazo y la inducción de tolerancia al trasplante de órganos fueron igualmente importantes. Entre estas contribuciones se encuentra su trabajo con globulina antilinfocítica, el cual generó que esta sustancia sea ampliamente usada para reducir los síntomas de rechazo en pacientes receptores de trasplantes.
Todas esas contribuciones a la medicina y biología fueron honradas por primera vez en 1968, cuando Woodruff fue elegido miembro de la Royal Society. Al año siguiente, fue nombrado caballero por la Reina, un logro poco común para un cirujano. Adicionalmente, varias organizaciones médicas le otorgaron membresía honoraria, incluyendo el American College of Surgeons, la American Surgical Association (Asociación Quirúrgica Estadounidense) y el Royal College of Physicians of Edinburgh. Woodruff también ocupó puestos importantes en diferentes organizaciones científicas. Fue vicepresidente de la Royal Society y presidente de la Transplantation Society. También fue consejero de la Organización Mundial de la Salud y profesor en varias universidades.

### Publicaciones
El legado de Woodruff también puede ser apreciado en la gran cantidad de publicaciones que realizó. Además de escribir más de doscientos trabajos académicos, publicó siete libros, los cuales cubren numerosos aspectos de la medicina y cirugía.
- Deficiency Diseases in Japanese Prison Camps (1951), Londres: Medical Research Council.
- Surgery for Dental Students (1954), Oxford: Blackwell. ISBN 978-0-632-01171-1.
- The Transplantation of Tissues and Organs (1960), Springfield (Illinois): Charles C. Thomas.
- The One and the Many: Edwin Stevens Lectures for the Laity (1970), Londres: Royal Society of Medicine.
- On Science and Surgery (1976), Edimburgo: Edinburgh University Press. ISBN 0-85224-311-1.
- The Interaction of Cancer and Host: Its Therapeutic Significance (1980), Nueva York: Grune Stratton. ISBN 0-8089-1265-8.
- Cellular Variation and Adaptation in Cancer: Biological Basis and Therapeutic Consequences (1990), Oxford: Oxford University Press. ISBN 0-19-854254-2.